# Reed Baker-Whiting
Reed Baker-Whiting (* 31. März 2005 in Seattle, Washington) ist ein US-amerikanischer Fußballspieler auf der Position eines Mittelfeldspielers, der seit 2020 im Kader des USL-Championship-Franchises Tacoma Defiance, dem Farmteam des Major-League-Soccer-Franchises Seattle Sounders steht und nebenbei auch für dessen Akademie zum Einsatz kommt.

## Vereinskarriere

### Karrierebeginn in der Heimat
Reed Baker-Whiting wurde am 31. März 2005 in Seattle im US-Bundesstaat Washington geboren. Im Jahre 2016 kam er über das Sounders Discovery Program in die Nachwuchsabteilung des Major-League-Soccer-Franchises Seattle Sounders. Hierbei startete er in der U-12-Mannschaft, mit der er unter anderem 2017 die Youdan Trophy gegen Gegner wie Manchester United, Crystal Palace und den FC Liverpool anlässlich eines International-Champions-Cup-Turniers gewann. 2018 spielte er mit der U-14-Mannschaft der Sounders um den Gewinn der Youdan Trophy, wobei unter anderem der Nachwuchs von Charlton Athletic mit 5:2 bezwungen wurde. Danach gehörte er dem U-17-Kader an; dieser gewann 2019 nach einem Finalsieg über den FC Valencia die Champions Division des Generation Adidas Cups. Während er in der Saison 2018/19 noch vorrangig für die U-15-Mannschaft der Akademie zum Einsatz gekommen war und dabei 17 Spiele in der regulären Saison und drei Spiele in den Play-offs absolviert hatte, kam er in der nachfolgenden Spielzeit, die aufgrund der COVID-19-Pandemie vorzeitig abgebrochen wurde, abwechselnd für die U-15- sowie die U-16-/U-17-Mannschaft zum Einsatz.

### Erster 2005 geborener Profispieler in den Vereinigten Staaten
Am 23. Juli 2020 wurde Baker-Whiting als jüngster Spieler in der Geschichte von Tacoma Defiance, das von 2014 bis 2018 als Seattle Sounders 2 bekannt war und nun seit 2019 unter neuem Namen als Farmteam des MLS-Franchises in Erscheinung tritt, mit einem Profivertrag ausgestattet. Bereits wenige Tage davor hatte er nach Wiederaufnahme des Spielbetriebs, der aufgrund der Pandemie für rund vier Monate unterbrochen war, seine ersten Profispiele in der USL Championship absolviert. Sein Profidebüt gab der zumeist als zentraler Mittelfeldspieler eingesetzte Baker-Whiting am 13. Juli 2020 bei einem 3:3-Auswärtsremis gegen Sacramento Republic, als er von Chris Little in der 72. Spielminute für den Australier Jesse Daley aufs Spielfeld geschickt wurde. Bei seinem Debüt war er der erste 2005 geborene Profispieler in den Vereinigten Staaten – unabhängig der Liga. Wenige Tage später, noch vor der Vertragsunterzeichnung, absolvierte er einen weiteren Kurzeinsatz bei einem 3:0-Erfolg über die Portland Timbers 2. Nachdem er in den nachfolgenden Wochen kaum Berücksichtigung gefunden hatte, kam er ab Mitte September 2020 vermehrt zu Einsätzen, darunter auch im defensiven und im offensiven Mittelfeld, und war des Öfteren auch von Beginn an am Rasen. Aufgrund der Pandemie wurde die Liga während der Spielpause komplett neu strukturiert und danach in acht Gruppen zu je vier bzw. fünf Mannschaften ausgetragen. Mit dem Franchise aus der Hafenstadt Tacoma belegte er in der Gruppe A den dritten Platz und schaffte damit mit seiner Mannschaft nicht die Teilnahme an den saisonabschließenden Play-offs. Insgesamt hatte er es im Spieljahr 2020 auf sieben Meisterschaftseinsätze gebracht.

## Nationalmannschaftskarriere
Aufgrund seiner Leistungen im Nachwuchs der Seattle Sounders erhielt Baker-Whiting Einladungen in die US-amerikanische U-14-Nationalmannschaft und gehörte danach auch der U-15-Auswahl seines Heimatlandes an. Bis zum Erreichen der Altersgrenze war er bis 2019 allerdings auch noch Teil des bereits genannten U-14-Kaders. Im Speziellen mit der U-15-Mannschaft nahm er teilweise auch an internationalen Nachwuchsturnieren, so unter anderem an einem UEFA Development Tournament in Polen, teil. Während des Turniers absolvierte er drei Länderspiele und wurde danach auch im März 2020 vom U-15-Nationaltrainer Gonzalo Segares für ein Trainingscamp in die Auswahl beordert.